# خولیان کوستا
خولیان کوستا (انگلیسی: Julián Cuesta؛ زادهٔ ۲۸ مارس ۱۹۹۱) بازیکن فوتبال اهل اسپانیا است.
از باشگاه‌هایی که در آن بازی کرده‌است می‌توان به باشگاه فوتبال ویسوا کراکوف، باشگاه فوتبال سویا، و باشگاه فوتبال آلمریا اشاره کرد.